# Тушима
Тушима (пол. Tuszyma) — село в Польщі, у гміні Пшецлав Мелецького повіту Підкарпатського воєводства.
Населення — 2417 осіб (2011).
У 1975-1998 роках село належало до Ряшівського воєводства.

## Демографія
Демографічна структура станом на 31 березня 2011 року:
|          | Загалом | Допрацездатний вік | Працездатний вік | Постпрацездатний вік |
| -------- | ------- | ------------------ | ---------------- | -------------------- |
| Чоловіки | 1183    | 251                | 825              | 107                  |
| Жінки    | 1234    | 268                | 729              | 237                  |
| Разом    | 2417    | 519                | 1554             | 344                  |